# Gens Pompeia
La gens Pompeia o Pompea(en llatí gens Pompeia) va ser una gens romana d'origen plebeu, que no es menciona fins al segle ii aC. El primer membre de la família quer va arribar a cònsol va ser Quint Pompeu Aule l'any 141 aC, del qual es diu que era un home d'obscur i humil origen. Aquesta família va usar el cognomen Ruf i també el cognom Bitínic.
Queda constància de què durant la república van existir dues famílies amb el nom de Pompeia, i l'altra va ser la família més coneguda del triumvir Gneu Pompeu Magne. Les seves terres eren al Picè. Havia usat el cognom Estrabó, però després de Gneu Pompeu Magne, el cognomen Magnus va ser adoptat com hereditari pels seus descendents. Durant l'imperi, en part per les concessions de ciutadania que Pompeu magne va fer a lliberts i llatins, les famílies amb el nom Pompeius es van multiplicar.

## Genealogia

### Branca dels Pompeu Ruf i Bitínic
- Luci Pompeu, tribú militar el 171 aC a l'exèrcit del cònsol Publi Licini Cras durant la guerra contra Perseu de Macedònia.[2]
  - Aule Pompeu flautista, però potser era un qualificatiu posat per desprestigiar-lo.[3]
    - Quint Pompeu Aule
      - Pompeu, un dels opositors de Tiberi Grac[4]
        - Quint Pompeu Ruf (cònsol)
          - Quint Pompeu Ruf, casat amb Cornèlia filla de Sul·la
            - Quint Pompeu Ruf (tribú)
            - Pompeia (esposa de Juli Cèsar)

        - Aule Pompeu, tribú de la plebs
          - Quint Pompeu Bitínic
            - Aule Pompeu Bitínic

      - Pompeia (esposa de Gai Sicini), casada amb Gai Sicini

### Branca dels Pompeu Estrabó i Pompeu Magne
- Gneu Pompeu, només se sap que era avi de Gneu Pompeu Estrabó[5]
  - Sext Pompeu, casat amb Lucília, germana del poeta Gai Lucili
    - Sext Pompeu, vir doctus
      - Sext Pompeu
        - Sext Pompeu (cònsol 35 aC)
          - Sext Pompeu (cònsol l'any 14)

      - Quint Pompeu, mencionat per Ciceró.[6]

    - Gneu Pompeu Estrabó
      - Gneu Pompeu Magne, casat amb 1) Antístia, 2) Emília Escaura, 3) Múcia Tèrcia, 4) Júlia i 5) Cornèlia Metella
        - Gneu Pompeu Magne el Jove, casat amb Clàudia
        - Sext Pompeu Magne, casat amb Escribònia
          - Pompeia, casada amb Marc Escriboni Libó, i per adopció Marc Livi Drus Libó
            - Luci Escriboni Libó Drus
            - Escribònia, esposa de Marc Licini Cras (cònsol el 27)
              - Marc Licini Cras (mort per orde de Neró)
              - Gneu Pompeu Magne, gendre de l'emperador Claudi
              - Luci Calpurni Pisó Licinià
              - Licini Cras Escribonià

        - Pompeia (filla de Gneu Pompeu), casada amb Faust Corneli Sul·la i a la seva mort amb Luci Corneli Cinna

      - Pompeia (germana de Gneu Pompeu)